# 1139
Il 1139 (MCXXXIX in numeri romani) è un anno  del XII secolo.

## Eventi
- 8 aprile - Scomunica di Ruggero II
- 22 luglio - Battaglia di Galluccio
- Ruggero II di Sicilia unifica il Regno di Sicilia e il Ducato di Puglia e Calabria
- In seguito alla morte, l'anno precedente di Boleslao III, duca di Polonia, per mantenere l'unità del paese, viene istituito il Seniorato
- 25 luglio - Alfonso Henriques della contea di Portucale (vassalla del Regno di Castiglia) sconfigge i musulmani nella battaglia di Ourique, dichiara la propria indipendenza e proclama la nascita del Regno del Portogallo.
- Un concilio lateranense vieta l'uso delle balestre, che vengono considerate armi troppo micidiali; ciononostante vennero impiegate per ancora oltre 200 anni

## Nati
- 3 giugno - Cono di Naso, abate e santo italiano († 1236)
- 16 giugno - Konoe, imperatore giapponese († 1155)
- Agnese II di Quedlinburg, badessa tedesca († 1203)
- Jakuren, poeta giapponese († 1202)
- Minamoto no Tametomo, militare giapponese († 1170)
- Sancha di León e Castiglia, regina spagnola († 1177)
- Tokudaiji Sanesada, poeta giapponese († 1192)

## Morti
- 14 gennaio - Simone I di Lorena, duca francese
- 25 gennaio - Goffredo I di Lovanio, nobile
- 18 febbraio - Jaropolk II di Kiev, principe (n. 1082)
- 4 aprile - Eufemia di Kiev, nobildonna ucraina
- 30 aprile - Rainulfo di Alife, nobile normanno
- 20 giugno - Giovanni da Matera, monaco cristiano italiano
- 30 giugno - Ottone di Bamberga, vescovo cattolico tedesco
- 16 luglio - Valerano della Bassa Lorena, conte
- 19 agosto - Goffredo I di Namur, nobile francese
- 20 ottobre - Enrico X di Baviera, nobile tedesco (n. 1108)
- 12 novembre - Magnus IV di Norvegia, re norvegese (n. 1115)
- 4 dicembre - Roger di Salisbury, vescovo cattolico britannico
- Cristina di Danimarca, regina (n. 1118)
- Gilles di Parigi, monaco cristiano, vescovo e cardinale francese
- Al-Badi' al-Asturlabi, astronomo arabo
- Ida di Lovanio, contessa
- Sigurd Slembedjakn (n. 1100)
- Stefano di Baugé, vescovo cattolico francese
- William d'Aubigny, nobile

## Calendario
| Calendario 1139 | Calendario 1139 | Calendario 1139 | Calendario 1139 | Calendario 1139 | Calendario 1139 | Calendario 1139 | Calendario 1139 | Calendario 1139 | Calendario 1139 | Calendario 1139 | Calendario 1139 | Calendario 1139 | Calendario 1139 | Calendario 1139 | Calendario 1139 | Calendario 1139 | Calendario 1139 | Calendario 1139 | Calendario 1139 | Calendario 1139 | Calendario 1139 | Calendario 1139 | Calendario 1139 | Calendario 1139 | Calendario 1139 | Calendario 1139 | Calendario 1139 | Calendario 1139 | Calendario 1139 | Calendario 1139 | Calendario 1139 | Calendario 1139 |
| --------------- | --------------- | --------------- | --------------- | --------------- | --------------- | --------------- | --------------- | --------------- | --------------- | --------------- | --------------- | --------------- | --------------- | --------------- | --------------- | --------------- | --------------- | --------------- | --------------- | --------------- | --------------- | --------------- | --------------- | --------------- | --------------- | --------------- | --------------- | --------------- | --------------- | --------------- | --------------- | --------------- |
|                 | 1               | 2               | 3               | 4               | 5               | 6               | 7               | 8               | 9               | 10              | 11              | 12              | 13              | 14              | 15              | 16              | 17              | 18              | 19              | 20              | 21              | 22              | 23              | 24              | 25              | 26              | 27              | 28              | 29              | 30              | 31              |                 |
| Gennaio         | Do              | Lu              | Ma              | Me              | Gi              | Ve              | Sa              | Do              | Lu              | Ma              | Me              | Gi              | Ve              | Sa              | Do              | Lu              | Ma              | Me              | Gi              | Ve              | Sa              | Do              | Lu              | Ma              | Me              | Gi              | Ve              | Sa              | Do              | Lu              | Ma              |                 |
| Febbraio        | Me              | Gi              | Ve              | Sa              | Do              | Lu              | Ma              | Me              | Gi              | Ve              | Sa              | Do              | Lu              | Ma              | Me              | Gi              | Ve              | Sa              | Do              | Lu              | Ma              | Me              | Gi              | Ve              | Sa              | Do              | Lu              | Ma              |                 |                 |                 |                 |
| Marzo           | Me              | Gi              | Ve              | Sa              | Do              | Lu              | Ma              | Me              | Gi              | Ve              | Sa              | Do              | Lu              | Ma              | Me              | Gi              | Ve              | Sa              | Do              | Lu              | Ma              | Me              | Gi              | Ve              | Sa              | Do              | Lu              | Ma              | Me              | Gi              | Ve              |                 |
| Aprile          | Sa              | Do              | Lu              | Ma              | Me              | Gi              | Ve              | Sa              | Do              | Lu              | Ma              | Me              | Gi              | Ve              | Sa              | Do              | Lu              | Ma              | Me              | Gi              | Ve              | Sa              | Do              | Lu              | Ma              | Me              | Gi              | Ve              | Sa              | Do              |                 |                 |
| Maggio          | Lu              | Ma              | Me              | Gi              | Ve              | Sa              | Do              | Lu              | Ma              | Me              | Gi              | Ve              | Sa              | Do              | Lu              | Ma              | Me              | Gi              | Ve              | Sa              | Do              | Lu              | Ma              | Me              | Gi              | Ve              | Sa              | Do              | Lu              | Ma              | Me              |                 |
| Giugno          | Gi              | Ve              | Sa              | Do              | Lu              | Ma              | Me              | Gi              | Ve              | Sa              | Do              | Lu              | Ma              | Me              | Gi              | Ve              | Sa              | Do              | Lu              | Ma              | Me              | Gi              | Ve              | Sa              | Do              | Lu              | Ma              | Me              | Gi              | Ve              |                 |                 |
| Luglio          | Sa              | Do              | Lu              | Ma              | Me              | Gi              | Ve              | Sa              | Do              | Lu              | Ma              | Me              | Gi              | Ve              | Sa              | Do              | Lu              | Ma              | Me              | Gi              | Ve              | Sa              | Do              | Lu              | Ma              | Me              | Gi              | Ve              | Sa              | Do              | Lu              |                 |
| Agosto          | Ma              | Me              | Gi              | Ve              | Sa              | Do              | Lu              | Ma              | Me              | Gi              | Ve              | Sa              | Do              | Lu              | Ma              | Me              | Gi              | Ve              | Sa              | Do              | Lu              | Ma              | Me              | Gi              | Ve              | Sa              | Do              | Lu              | Ma              | Me              | Gi              |                 |
| Settembre       | Ve              | Sa              | Do              | Lu              | Ma              | Me              | Gi              | Ve              | Sa              | Do              | Lu              | Ma              | Me              | Gi              | Ve              | Sa              | Do              | Lu              | Ma              | Me              | Gi              | Ve              | Sa              | Do              | Lu              | Ma              | Me              | Gi              | Ve              | Sa              |                 |                 |
| Ottobre         | Do              | Lu              | Ma              | Me              | Gi              | Ve              | Sa              | Do              | Lu              | Ma              | Me              | Gi              | Ve              | Sa              | Do              | Lu              | Ma              | Me              | Gi              | Ve              | Sa              | Do              | Lu              | Ma              | Me              | Gi              | Ve              | Sa              | Do              | Lu              | Ma              |                 |
| Novembre        | Me              | Gi              | Ve              | Sa              | Do              | Lu              | Ma              | Me              | Gi              | Ve              | Sa              | Do              | Lu              | Ma              | Me              | Gi              | Ve              | Sa              | Do              | Lu              | Ma              | Me              | Gi              | Ve              | Sa              | Do              | Lu              | Ma              | Me              | Gi              |                 |                 |
| Dicembre        | Ve              | Sa              | Do              | Lu              | Ma              | Me              | Gi              | Ve              | Sa              | Do              | Lu              | Ma              | Me              | Gi              | Ve              | Sa              | Do              | Lu              | Ma              | Me              | Gi              | Ve              | Sa              | Do              | Lu              | Ma              | Me              | Gi              | Ve              | Sa              | Do              |                 |